# Midões
 Midões  (Barcelos) ist ein Ort und eine ehemalige Gemeinde im Distrikt Braga in der Provinz Minho in Portugal. Die Gemeinde hatte 456 Einwohner (Stand 30. Juni 2011).

## Kultur und Sehenswürdigkeiten
Zu den wichtigsten Bauwerken des Ortes gehören die Kirche im romanischen Stil, sowie der stillgelegte Bahnhof, der als der älteste im Kreis Barcelos zählt. Bis zum Bau der Brücke über den Cávado in Barcelos war der Bahnhof in Midões für alle Reisenden in Richtung Norden die Endstation.

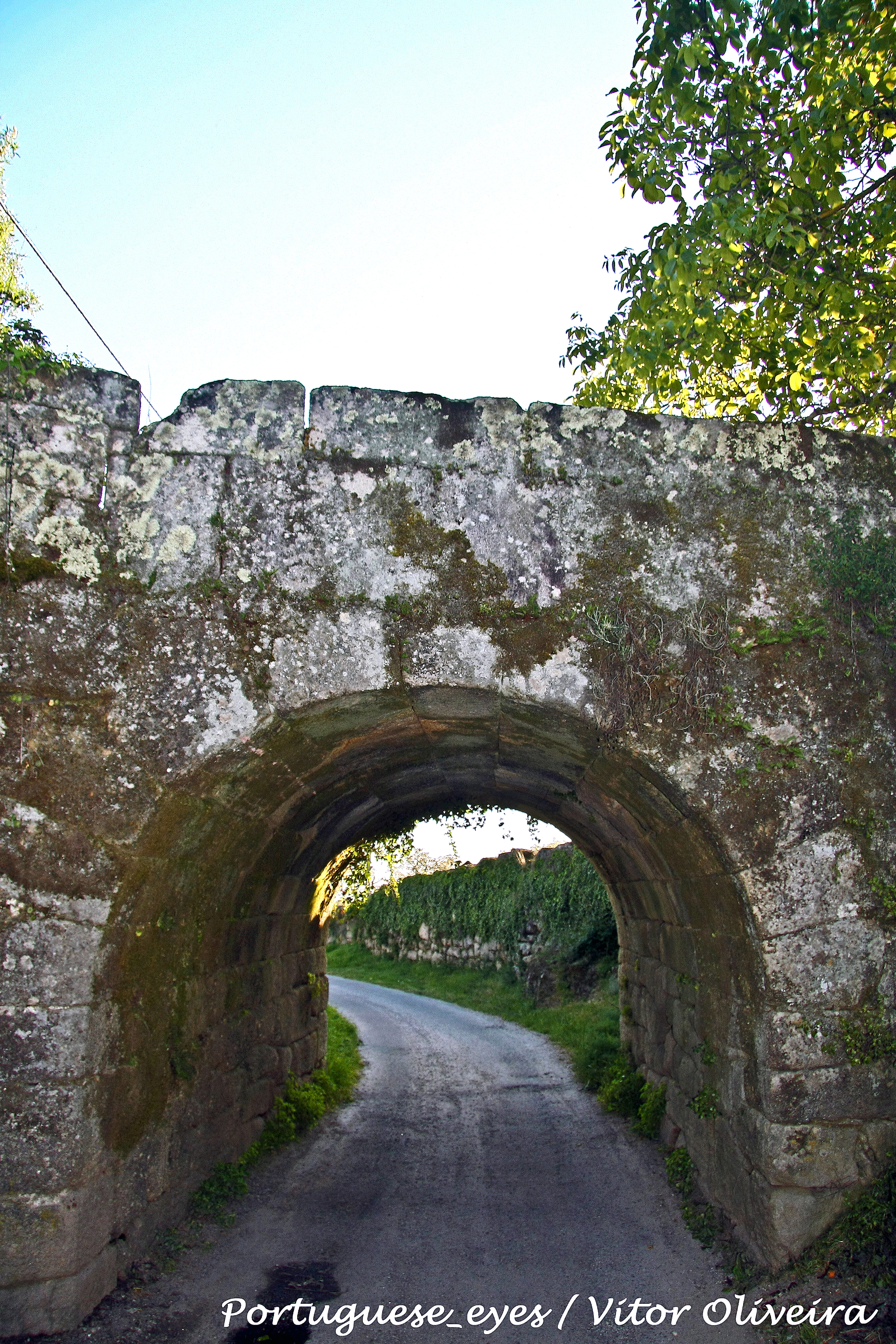
Römische Brücke
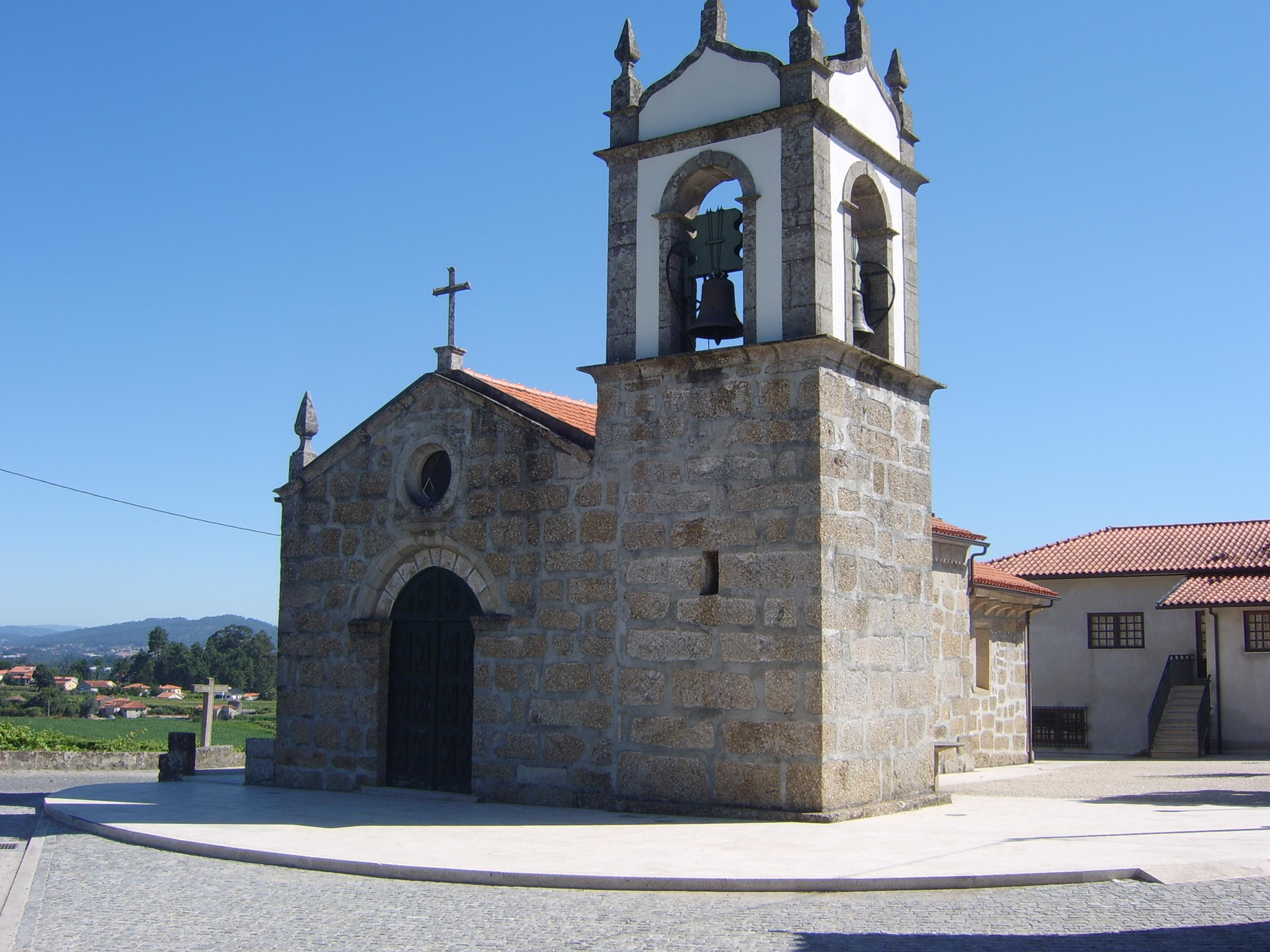
Kirche
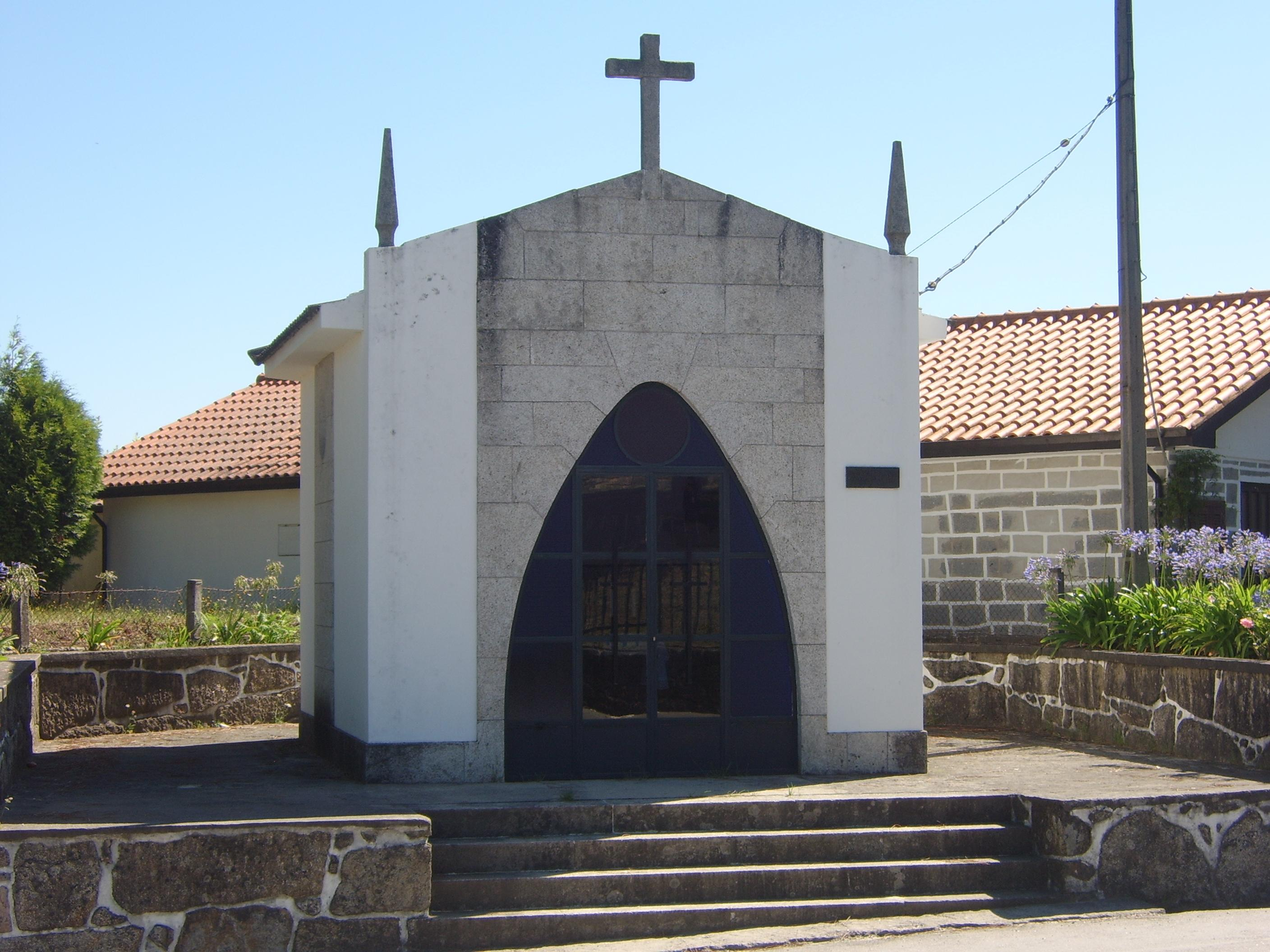
Kapelle Senhor dos passos
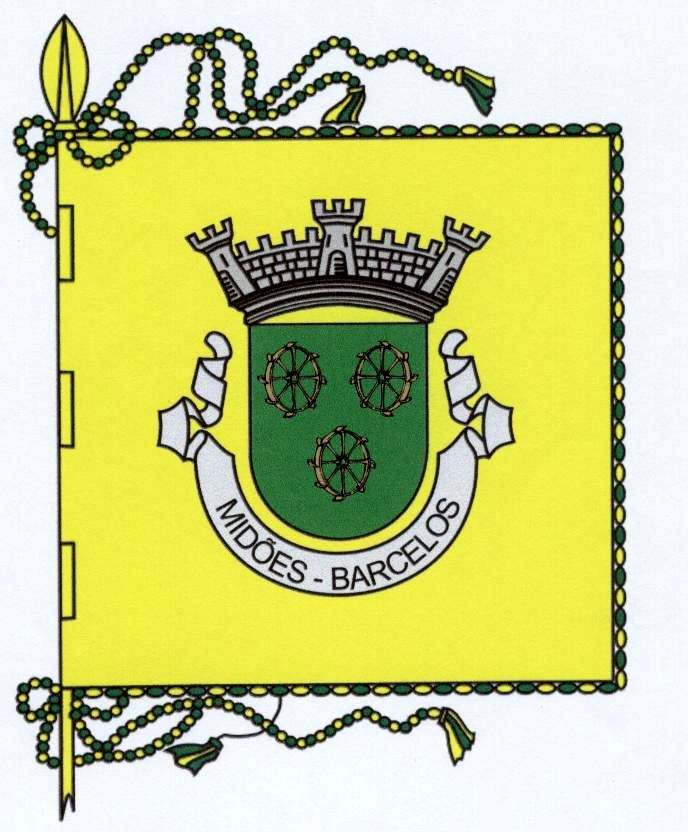
Flagge von Midões

## Geschichte
Nach Ansicht Professors J. J. Bouças in einem Artikel 1929 bedeute der Name des Ortes Midões „Land der Mühlen“.
Auf der Durchreise übernachtete einst Gustave Eiffel in der „Quinta de Fontelo“, die heute als Veranstaltungsort für Hochzeiten und andere Anlässe dient.
Im Zuge der Gebietsreform am 29. September 2013 wurden die Gemeinden Midões und Gamil zur neuen Gemeinde União das Freguesias de Gamil e Midões zusammengefasst.